# The Light (Perfumeの曲)
「The Light」（ザ・ライト）は、2024年5月24日にPolydor/Perfume Recordsから配信されたPerfumeの配信限定シングル。

## 概要
前作「すみっコディスコ」以来、約6か月半ぶりのシングルリリースとなる。
アルバム『ネビュラロマンス 前篇』の1曲目として選ばれ、メディアでは「何か物語が始まりそうなイントロと、光の中に吸い込まれていくような疾走感のあるサビで、SF映画のような世界観が繰り広げられる楽曲」と表現された。
5月16日、自身がレギュラーを務めるラジオ番組『ROCK KIDS 802-OCHIKEN Goes ON!!- Next To You』で初めてオンエアされた。6月8日、アジアツアー『Perfume "COD3 OF P3RFUM3 ZOZ5" Asia Tour 2024』の香港公演にてライブで初披露された。
シングルのリリースから3ヶ月後の8月、NetEase GamesとCodemastersの共同開発によるゲームアプリ『レーシングマスター』のコラボレーション楽曲に使用されることが決定され、8月29日よりゲーム内でBGMとして設定できるようになった。

## 収録曲
| 全作詞・作曲・編曲: 中田ヤスタカ。 |               |              |              |      |
| #                                  | タイトル      | 作詞         | 作曲・編曲   | 時間 |
| 1.                                 | 「The Light」 | 中田ヤスタカ | 中田ヤスタカ | 3:35 |
| 合計時間:                          | 合計時間:     | 3:35         |              |      |